# Russisch-Chinesische Bank

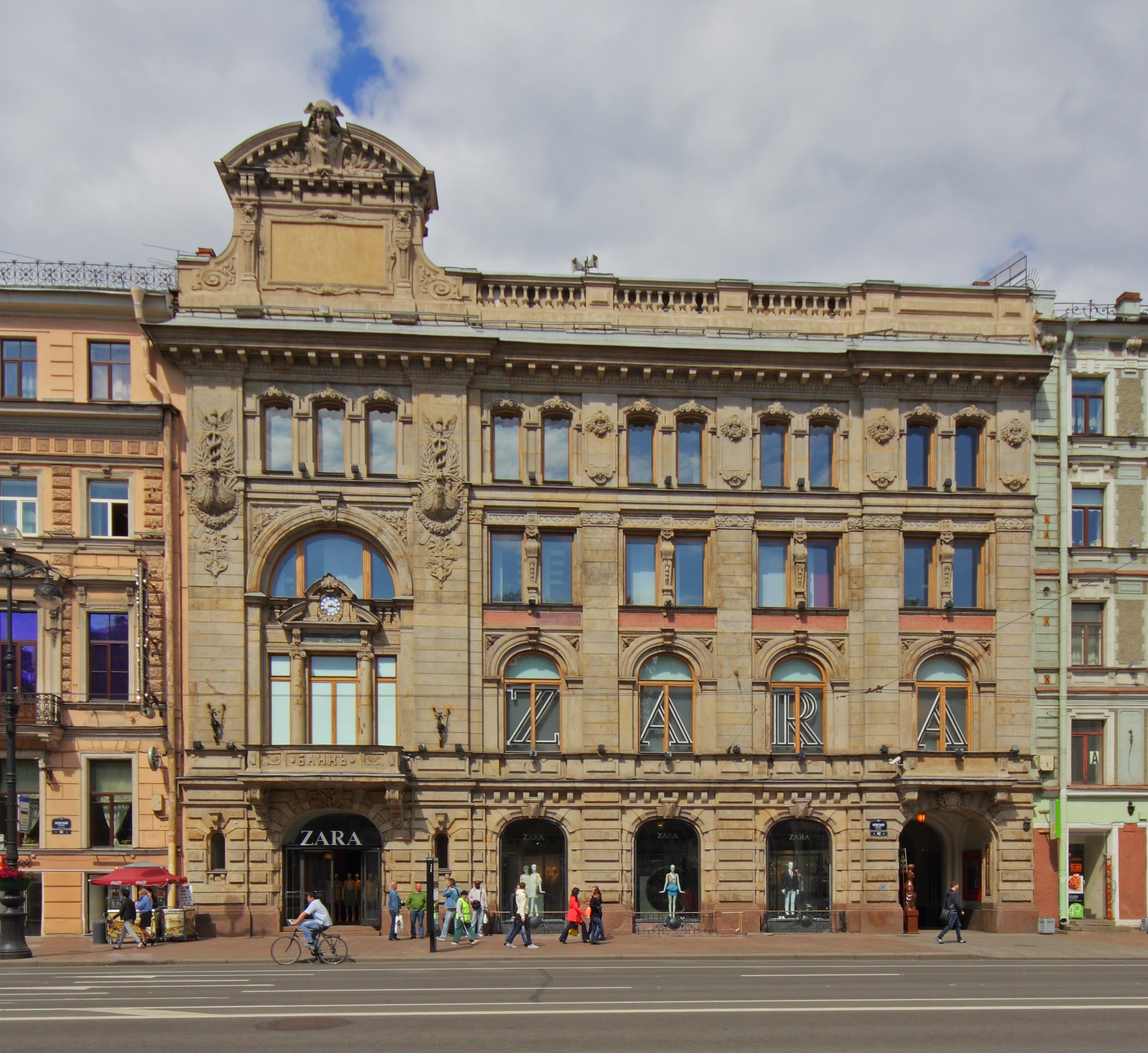
Ehemalige Hauptverwaltung in St. Petersburg, am Newski-Prospekt, 62 (2012)

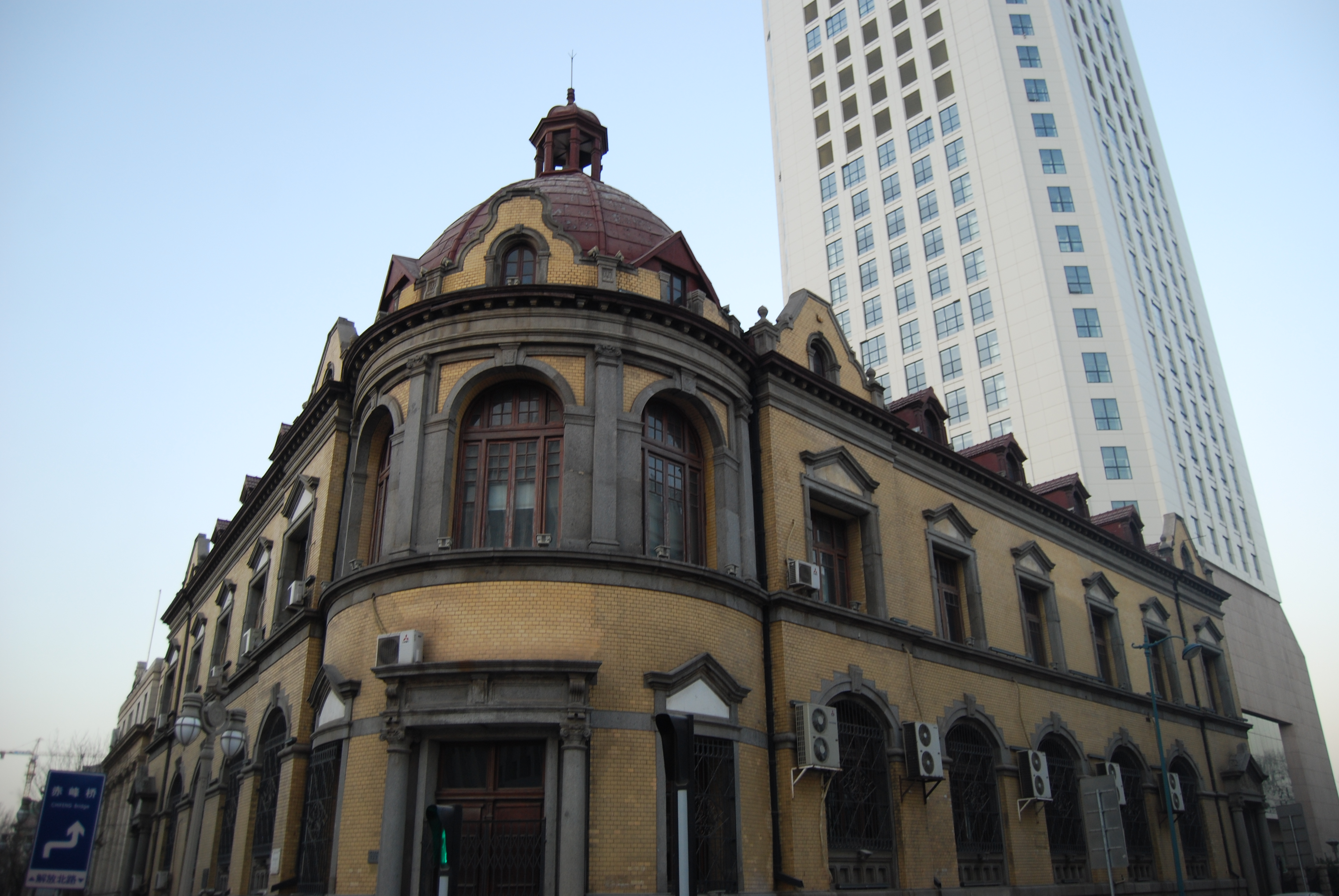
Ehemaliges Filialgebäude in Tientsin (2010)

Die Russisch-Chinesische Bank (Banque Russo-Chinoise; russisch Русско-Китайского банка; chinesisch 華俄銀行, englisch Russo-Chinese Bank) war eine 1895 gegründete Geschäftsbank, die von ihrem Hauptsitz in Sankt Petersburg um die Jahrhundertwende besonders in den Ausbau der Infrastruktur Nord-Chinas investierte. Nachdem sich die chinesische Regierung beteiligte, erfolgte die offizielle Umbenennung zur 華俄道勝銀行, englisch Sino-Russian Righteousness Victory Bank. Dieser Name wurde nach der von Alexei Iwanowitsch Putilow durchgeführten Fusion mit der französischen Banque du Nord im Juli 1910 in Russisch-Asiatische Bank (Русско-Азиатский банк, chinesisch 俄亞銀行, englisch Russo-Asiatic Bank) geändert. Als letzte wurde die Pariser Filiale 1928 liquidiert.

## Gründung
Nachdem Gerüchte über bevorstehende Anleihen für China in London und Berlin bekannt geworden waren, bemühte sich der russische Finanzminister, nach dem Vorbild der Ägypten und dem Osmanischen Reich aufgezwungenen Bedingungen, China einen Großkredit zu gewähren. Zu dieser Zeit wurde Russland wesentlich über die Pariser Börse finanziert. Der Vertragsabschluss fand am 24. Junijul. / 6. Juligreg. in St. Petersburg statt, nachdem die Statuten dem Zaren zehn Tage vorher vorgelegt worden waren. Gabriel Hanotaux gab etwas überrumpelt seine Zustimmung für die französische Regierung.
Das Kapital von anfangs 6 Millionen Rubel (R.)  brachten im Wesentlichen die  Bankiers J. Hottinguer, E. Noetzlin (Banque de Paris et des Pays-Bas) und René Brice (Crédit Lyonnais) unter Beteiligung der Comptoir d’Escompte de Paris auf. Die Gründungsversammlung fand in Sankt Petersburg am 10. Dezember 1895 statt. Arbeitssprache der Verwaltung war russisch. Drei Achtel des Kapitals waren in russischen, fünf Achtel in französischen Händen. Im Vorstand dominierten jedoch die Russen (5 zu 3), der Generaldirektor hatte ebenfalls Russe zu sein. An die Spitze der wichtigen Shanghaier Filiale sollte ein Franzose gestellt werden. Die ersten für China zuständigen Direktoren wurden der Franzose Hincelot (vom Comptoir d’Escompte; † 1896) sowie der russische Bankier A. Wert und Wittes Vertrauter D. D. Pokotilow. Versuche über diplomatische Kanäle den französischen Einfluss zu vergrößern blieben erfolglos, allerdings sollten die Materialien für die Eisenbahnkonzessionen bevorzugt in Frankreich bestellt werden.
Die Beteiligung der chinesischen Regierung beruhte auf einem Abkommen vom 8. September 1896, wonach die Bank den Bau der Chinesischen Osteisenbahn finanzieren sollte. Mitspracherechte im Vorstand erhielten die Chinesen, die 6 Millionen Kuping-Tael (entspr. 6.165.000 R.) einbrachten, jedoch keine. Der Vertreter der chinesischen Regierung war Li Hung-chang, bei dem man sich bis zu seinem Tode 1901 durch jährliche Schmiergeldzahlungen bedankte. Obwohl zum großen Teil französisch finanziert, war die Bank ein dem russischen Finanzministerium unter Sergei Juljewitsch Witte dienstbares Organ, das zur Förderung des russischen Drang nach Osten eingesetzt wurde.
Das russische Finanzministerium gab im Juli 1898 bekannt, dass es im Alleingang 12.000 neue Aktien der Bank erwerben würde. Eine gleichzeitige Statutenänderung bestimmte, dass die Wahl eines Vorstandsmitglieds vom Ministerium zu bestätigen sei. Einer der russischen Vorstandsmitglieder war ab 1899 Pjotr Bark (Sir Peter Bark), der später zum (letzten) zaristischen Finanzminister berufen wurde. Um den französischen Einflussverlust auszugleichen, bestimmte man parallel im Jahr 1899, dass ein französischer Direktor permanent in St. Petersburg bliebe, die drei französischen Direktoren durften in Paris unabhängig tagen, ihr Bevollmächtigter in Russland war A. Yu. Rothstein.

## Geschäftsbetrieb
| Hinweis: Die Schreibung der Ortsnamen und Unternehmensbezeichnungen folgt der damals gebräuchlichen. |

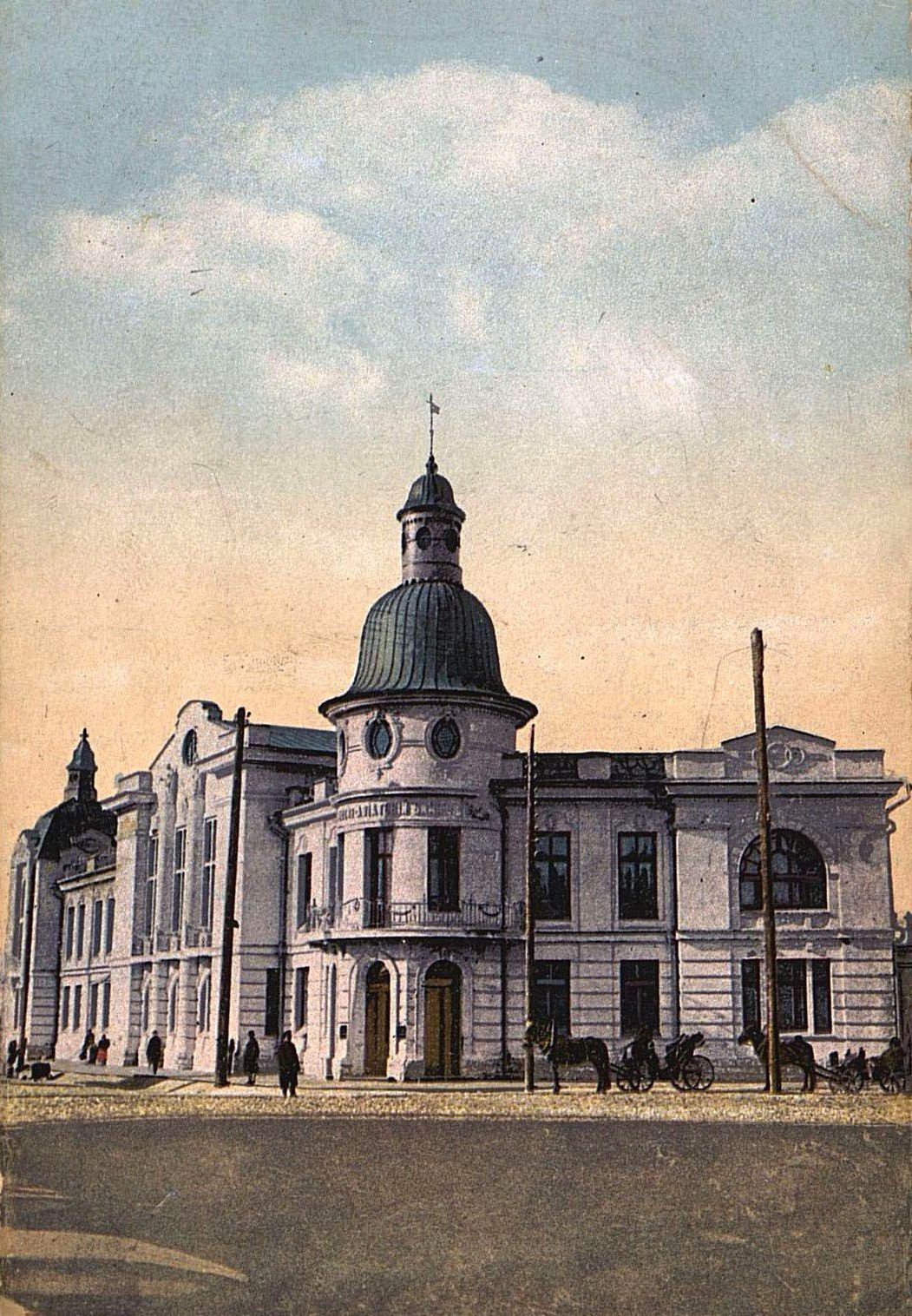
Filialgebäude in Irkutsk (vor 1914)

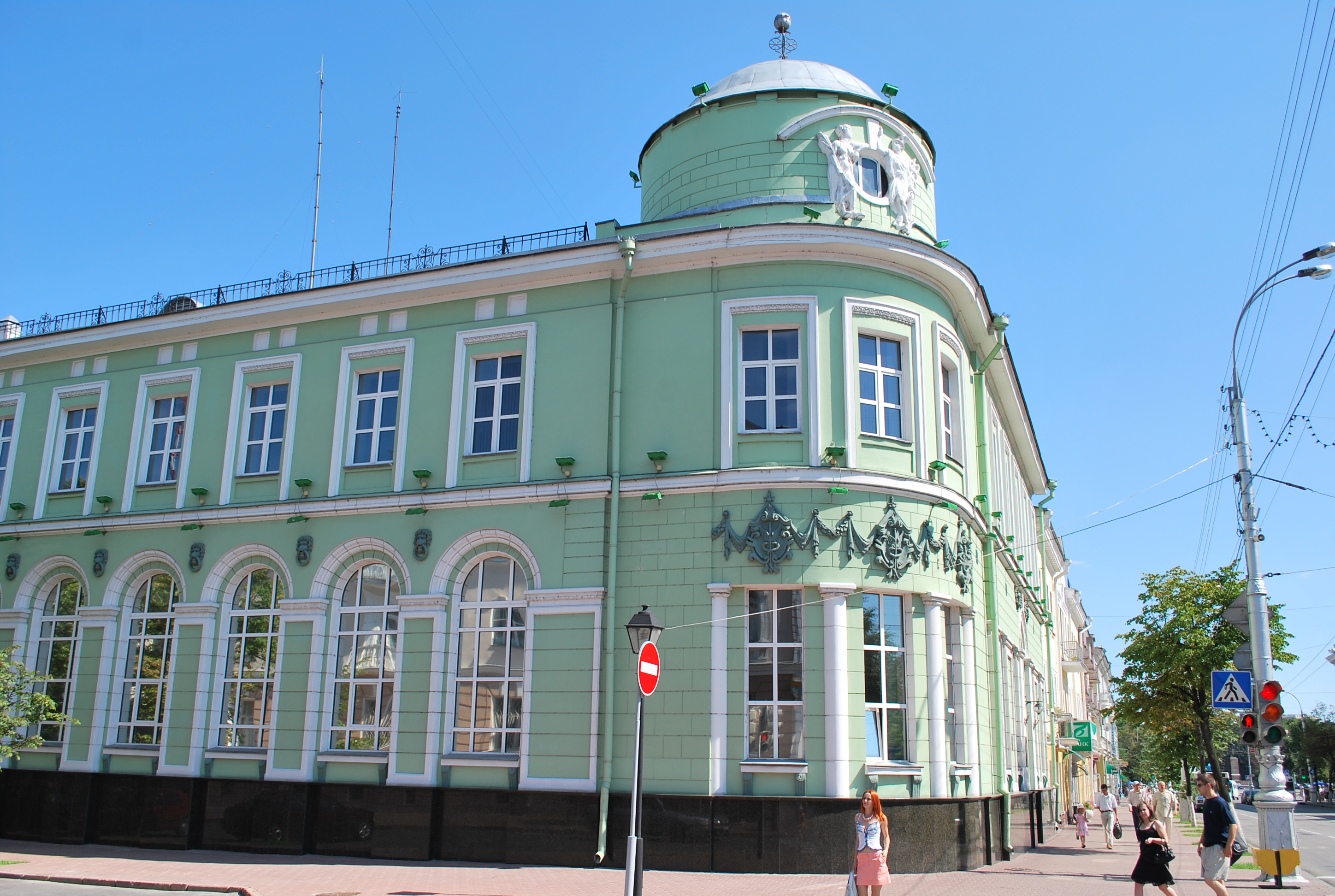
Ehemaliges Filialgebäude in Gomel (Weißrussland; 2008)

Der anfängliche Hauptgeschäftszweck war es auf dem Pariser Markt eine (der drei internationalen) Großanleihen zu emittieren, die das Ch’ing-Reich brauchte, um die Kriegsentschädigung 1895 an Japan zu zahlen.
Am 27. April 1896 übernahm man die Shanghaier Filiale der Comptoir d’Escompte. Mit der zur selben Zeit dort eröffnenden Banque de l’Indochine – deren Anteilseigner teilweise mit denen der Russo-Chinese identisch waren – traf man eine nicht immer eingehaltene Absprache, nicht südlich des Jangtsekiang zu agieren. Ende 1896 beschloss man die Eröffnung einer Filiale in Paris. Zwar konzentrierte man sich auf den russischen fernen Osten, jedoch eröffnete man an allem wichtigen Handelsplätzen des Zarenreiches Niederlassungen, auf dem Höhepunkt des Ausbaus waren es 175. In der Manchurei eröffnete man vier Filialen. In Russland konzentrierte man sich auf kurzfristige Kredite zur Zwischenfinanzierung des Handels, landwirtschaftlicher Produkte und Kredite für die im Aufbau befindliche Schwerindustrie. Beteiligt war man an den Putilow-Werken, der Newski-Werft, der Baranowski-Fabrik und anderen Rüstungsbetrieben.
Bis 1902 stieg die Bank zu zweitgrößten in China auf, auch deshalb, weil der in Shanghai fällige Anteil der Boxerentschädigung für Russland von ihr verwaltet wurde. Da die russische Regierung sich den Krieg mit Japan (1904/5) zu einem wesentlichen Teil von der Bank finanzieren ließ, sank deren Finanzkraft rapide, der russische Einfluss in China nahm stark ab. Frisches französisches Kapital wurde durch die Fusion – am 2. Oktoberjul. / 15. Oktobergreg. Veröffentlichung des neuen Statuts vom Juli – mit der Banque du Nord zur Verfügung gestellt. Die 186.666 Aktien repräsentierten nun 35 Millionen Rubel.
Bis zum 1. Januar 1909 war das Kapital sukzessive auf 23.415.000 R. angestiegen, der Reservefonds lag bei 5.612.786 R. Die Bank gehörte zum Sechser-Konsortium, das 1913 den ersten Reorganization Loan von £ 25 Millionen mit der Republik China aushandelte. Durch den Vertrag vom 27. März 1916 erwarb man die Konzession für die zu bauende Pin-Hei-Eisenbahn. Ein Direktor war der Großindustrielle Alexei I. Putilow.
Nach der Oktoberrevolution und der Vertreibung der imperialistischen Aggressoren aus Sibirien, kam es zu einer nachhaltigen Umschichtung der Vermögenswerte im Heimatland, so dass die dortigen Filialen aufgelöst wurden. Den Hauptsitz verlegte man nach Paris.
Die Filialen in China wurden nach dem Ersten Weltkrieg unter dem alten Namen reorganisiert und mit 55 Millionen Rubel kapitalisiert. In Nord-China bestanden 1920 Niederlassungen in: Newchwang, Dairen, Changchun, Tieling, Kirin, Harbin und Tsitsihar. Im japanischen Yokohama bestand ebenfalls ein Ableger.
Am Pariser Devisenmarkt verspekulierte man sich 1926 massiv. Nach einem Verlust von gut 5 Millionen £ musste man am 26. September schließen. Die endgültige Liquidation wurde 1928 abgeschlossen. Die chinesische Regierung versuchte in den USA noch 1932-8 gerichtlich Ansprüche durchzusetzen.

## Banknoten

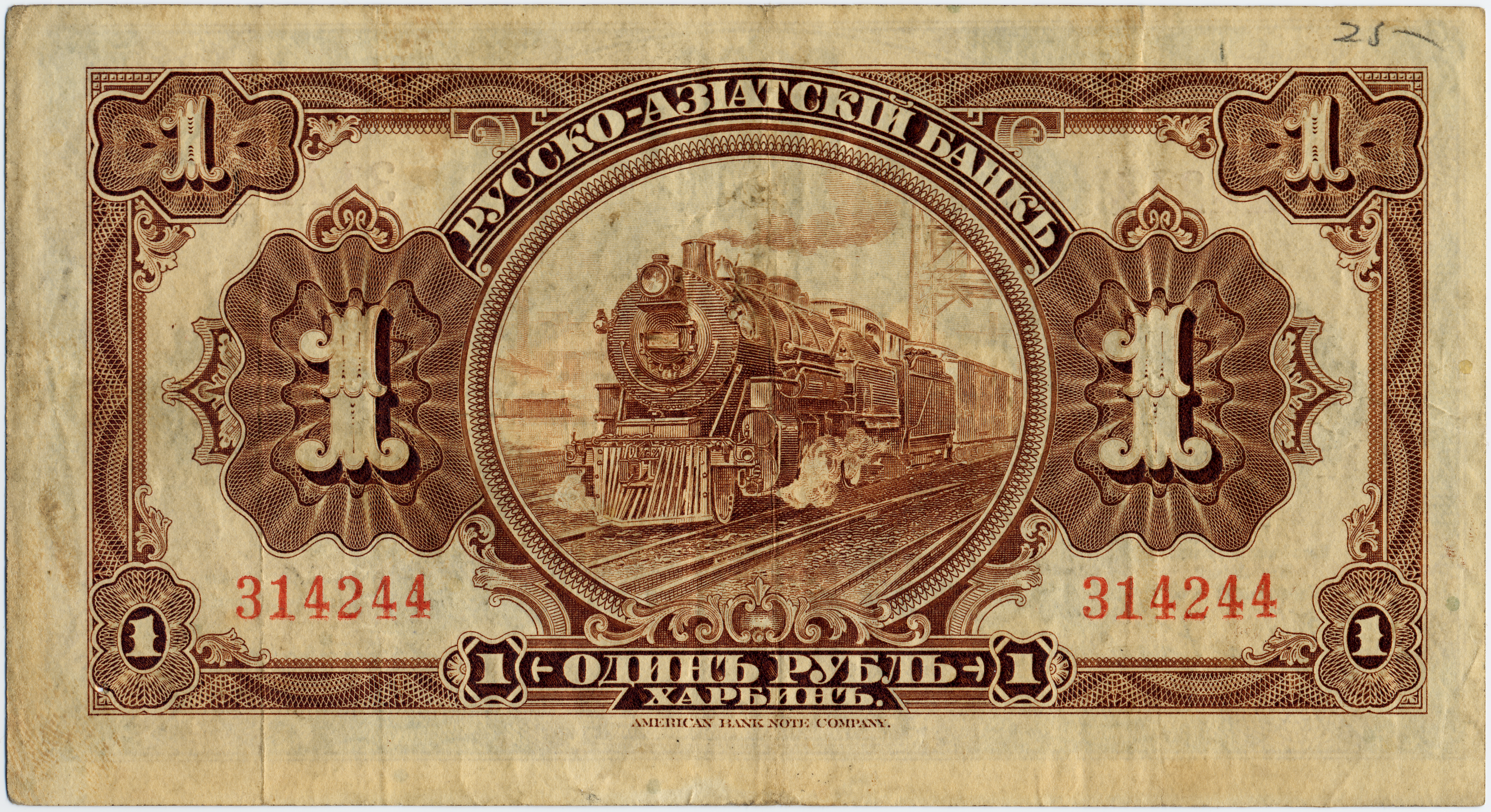
1 Rubel, Filiale Harbin, 1917

Wie zahlreiche andere ausländische Banken emittierte das Institut, zu einer Zeit als keine einheitliche chinesische Währung bestand, und der Außenhandel von fremden Mächten kontrolliert wurde, an mehreren Standorten bis 1926 silbergedeckte Banknoten. Denominiert waren diese in Dollar, Rubel oder lokalen Währungen wie Mace und Tael. Beschriftet waren die Scheine üblicherweise auf Russisch und Chinesisch, wobei der Name des Hauses und der Wert auch auf Englisch erschien. Einige Ausgaben wurden in Krisenzeiten durch Überdrucke umgewertet.
Ausgebende Filialen waren: Harbin (1910: $-Notgeld, 1917: Rubel), Newchwang (ab 1907: $), „Kuld’sha, Chugchak & Kashgar“ (1913-7: Gold-Fen), Shanghai (ab 1914: „local Dollar“ und „Mexican Dollar“) und Tientsin (ab 1917: $).